# دانشگاه بوردو
دانشگاه بوردو (به فرانسوی: Université de Bordeaux) یک دانشگاه تحقیقاتی دولتی در بوردو واقع در غرب کشور فرانسه است که در سال ۱۴۴۱ میلادی بنیان‌نهاده شده‌است.